# This Is Me (bài hát của Demi Lovato)
"This Is Me" là đĩa đơn thứ tư trích từ album nhạc phim Camp Rock - một bộ phim điện ảnh của kênh Disney Channel. Bài này do Andy Dodd và Adam Watts sáng tác. Đĩa đơn được phát hành vào 17 tháng 6 năm 2008 trên cửa hàng trực tuyến iTunes với bản acousic đầy đủ. Một bản thu âm trực tiếp của ca khúc được cho vào album Jonas Brothers: The 3D Concert Experience.

## Video ca nhạc
Video ca nhạc của ca khúc được tách ra từ một cảnh trong bộ phim Camp Rock. Video ra mắt trên kênh Disney Channel vào 12 tháng 6 năm 2008.

## Bảng xếp hạng
| Bảng xếp hạng (2008)                | Vị trí cao nhất |
| ----------------------------------- | --------------- |
| Australian ARIA Singles Chart       | 46              |
| Austrian Singles Chart              | 18              |
| Canadian Hot 100                    | 16              |
| Canada Hot Canadian Digital Singles | 11              |
| European Hot 100 Singles            | 43              |
| German Singles Chart                | 36              |
| Irish Singles Chart                 | 27              |
| Norwegian Singles Chart             | 12              |
| Swiss Singles Chart                 | 39              |
| UK Singles Chart                    | 33              |
| Mỹ Billboard Hot 100                | 9               |
| Mỹ Billboard Pop 100                | 22              |

### Xếp hạng cuối năm
| Bảng xếp hạng (2009)    | Vị trí |
| ----------------------- | ------ |
| Hungarian Singles Chart | 109    |

## Lo Que Soy

### Thực hiện
"Lo Que Soy" là bản tiếng Tây Ban Nha của "This Is Me". "Lo Que Soy" nằm trong bản đặc biệt của album phòng thu đầu tay của Demi Lovato Don't Forget. Ca khúc bao gồm một phần của "Gotta Find You", nhưng Joe Jonas không hát trong phần này.

### Video ca nhạc
Video ca nhạc cho "Lo Que Soy" là cảnh Demi Lovato vừa chơi đàn piano vừa hát ca khúc. Trong video xuất hiện nhiều cảnh quay trong bộ phim Camp Rock. Video được phát hành ở Tây Ban Nha, Bồ Đào Nha và một số bang ở Mỹ. Video được đạo diễn bởi Edgar Romero.

## Liên kết khác
- Trang web chính thức của bộ phim Camp Rock Lưu trữ ngày 3 tháng 12 năm 2008 tại Wayback Machine